# Toéni
Toéni è un dipartimento del Burkina Faso classificato come comune, situato nella Provincia  di Sourou, facente parte della Regione di Boucle du Mouhoun.
Il dipartimento si compone del capoluogo e di altri 26 villaggi: Boussouré, Dagale, Domoni, Dounkou, Ganagoulo, Gome, Gon, Inanda, Kanega, Koreguere, Kwaremenguel, Kwaretocksel, Lanfiéra, Loroni, Louta, Manga, Nehourou, Ouargaye, Ouorou, Pissantin, Sané, Sanga, Santelma, Seme, Sindie e Soro.